# Ère Kenpō
L'ère Kenpō (建保) est une des ères du Japon (年号 nengō lit. « nom de l'année ») après l'ère Kenryaku et avant l'ère Jōkyū. Cette ère couvre la période allant du mois de décembre 1213 au mois d'avril 1219. L'empereur régnant est Juntoku-tennō (順徳天皇).

## Changement d'ère
- 1213 Kenpō gannen (建保元年?) : Le nom de la nouvelle ère est créé pour marquer un événement ou une succession d'événements. La précédente ère se termine quand commence la nouvelle en Kenryaku 3, le 6e jour du 12e mois de 1213[3].

## Événements de l'ère Kenpō
- 1213 (Kenpō 1,1re jour du1re mois) : Un séisme se produit à Kamakura[4].
- 1213 (Kenpō 1, 11e mois) : Fujiwara no Teika, aussi connu sous le nom Fujiwara no Sadeie, offre une collection de poèmes du VIIIe siècle au shogun Sanetomo. Ces poèmes sont connus sous le nom de Man'yōshū[5].
- 1214 (Kenpō 2, 2e mois) : Le shogun Sanetomo, ayant bu trop de saké ne se sent pas très bien mais le prêtre bouddhiste Eisai, grand prêtre du complexe de temples Jufuku-ji, fait boire au shogun un excellent thé qui le remet d'aplomb[5].
- 1214 (Kenpō 2, 3e mois) : L'empereur se rend à Kasuga[5].
- 1214 (Kenpō 2, 4e mois) : Un groupe de prêtres militants du mont Hiei met le feu à la structure centrale du temple de Enryaku-ji. Les dégâts sont réparés aux frais du shogun Sanetomo[5].
- 1215 (Kenpō 3,1re mois) : Hōjō Tokimasa meurt à l'âge de 78 ans dans les montagnes de la  province d'Izu[5].
- 1215 (Kenpō 3, 6e mois) : Eisai, le prêtre bien connu, meurt à l'âge de 75 ans; ses restes sont enterrés au temple de Kennin-ji qu'il a fondé à Kyoto[5].
- 1215 (Kenpō 3, 8e-9e mois) : Il y a beaucoup de séismes en série dans la région de Kamakura[5].
- 1217 (Kenpō 5, 8e-9e mois) : L'empereur visite les sanctuaires à Hirano et à Ōharano près de  Kyoto[6].

| Kempo     | 1re  | 2e   | 3e   | 4e   | 5e   | 6e   | 7e   |
| Grégorien | 1213 | 1214 | 1215 | 1216 | 1217 | 1218 | 1219 |